# Ethyl Eichelberger
Ethyl Eichelberger, rodným jménem James Roy Eichelberger, (17. července 1945 – 12. srpna 1990) byl americký dramatik, herec a drag queen. Studoval na Knox College v Galesburgu, ale již ve druhém ročníku přestoupil na Akademii dramatických umění v New Yorku. Po dokončení studií začal vystupovat v divadle Trinity Repertory Company v Providence, kde strávil sedm let. Poté se vrátil do New Yorku, kde začal vystupovat se souborem Ridiculous Theatrical Company. Za svůj život napsal a hrál v bezmála čtyřiceti hrách, nejčastěji šlo o sólová vystoupení; vystupoval například v rolích velkých žen, jako byly Iokasté, Médeia, Klytaimnéstra a Nefertiti. V roce 1982 získal za svou roli Lucrezie Borgie cenu Obie. V osmdesátých letech vystupoval i v komerčních hrách, a to i na Broadwayi. Koncem osmdesátých let mu byl diagnostikován AIDS a svůj život ukončil sebevraždou podřezáním zápěstí na Staten Islandu ve věku 45 let.